# Papachristos Andreas

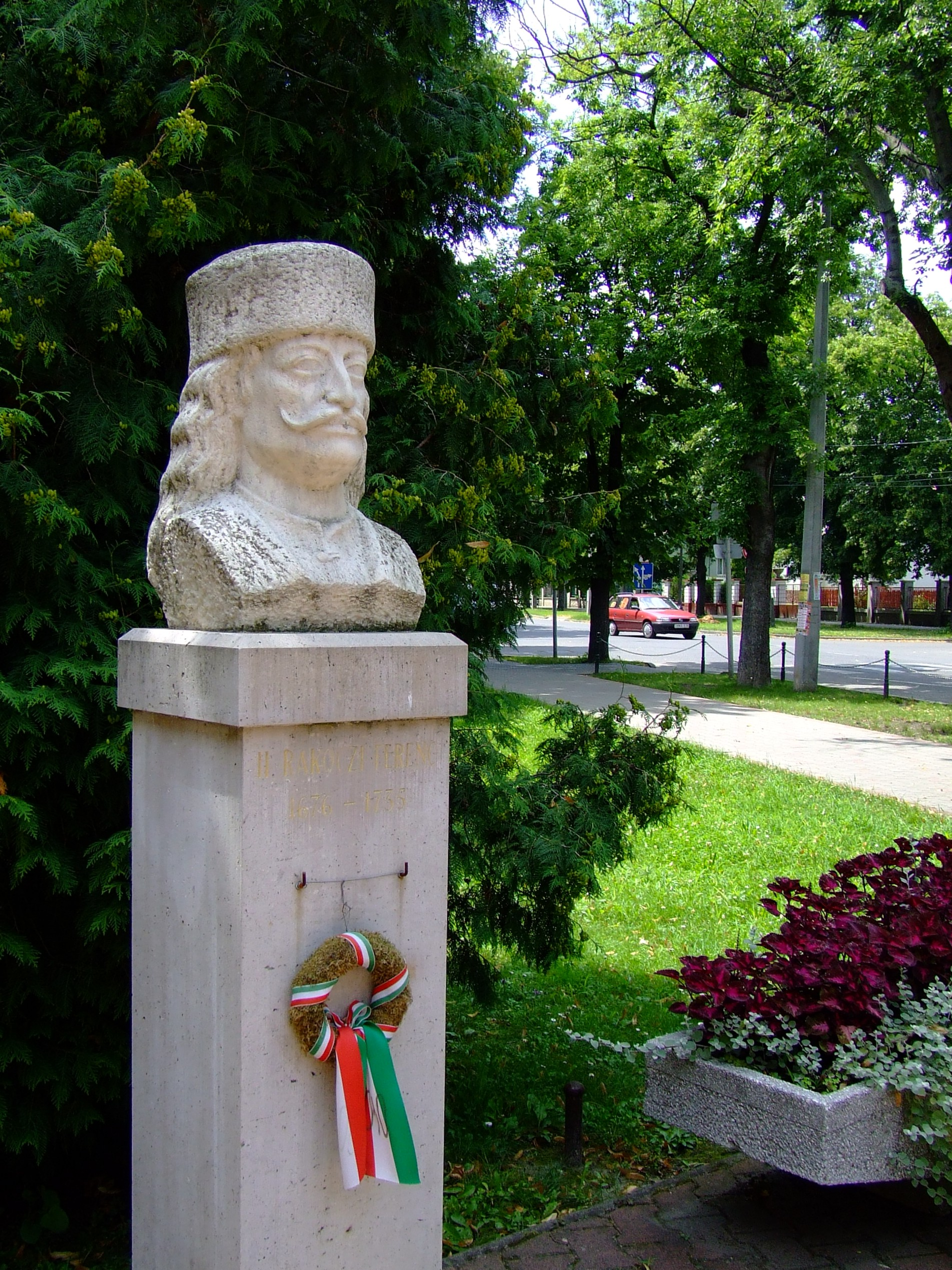
II. Rákóczi Ferenc mellszobra Kiskunhalason, a róla elnevezett szakközépiskola épülete előtt (1976)

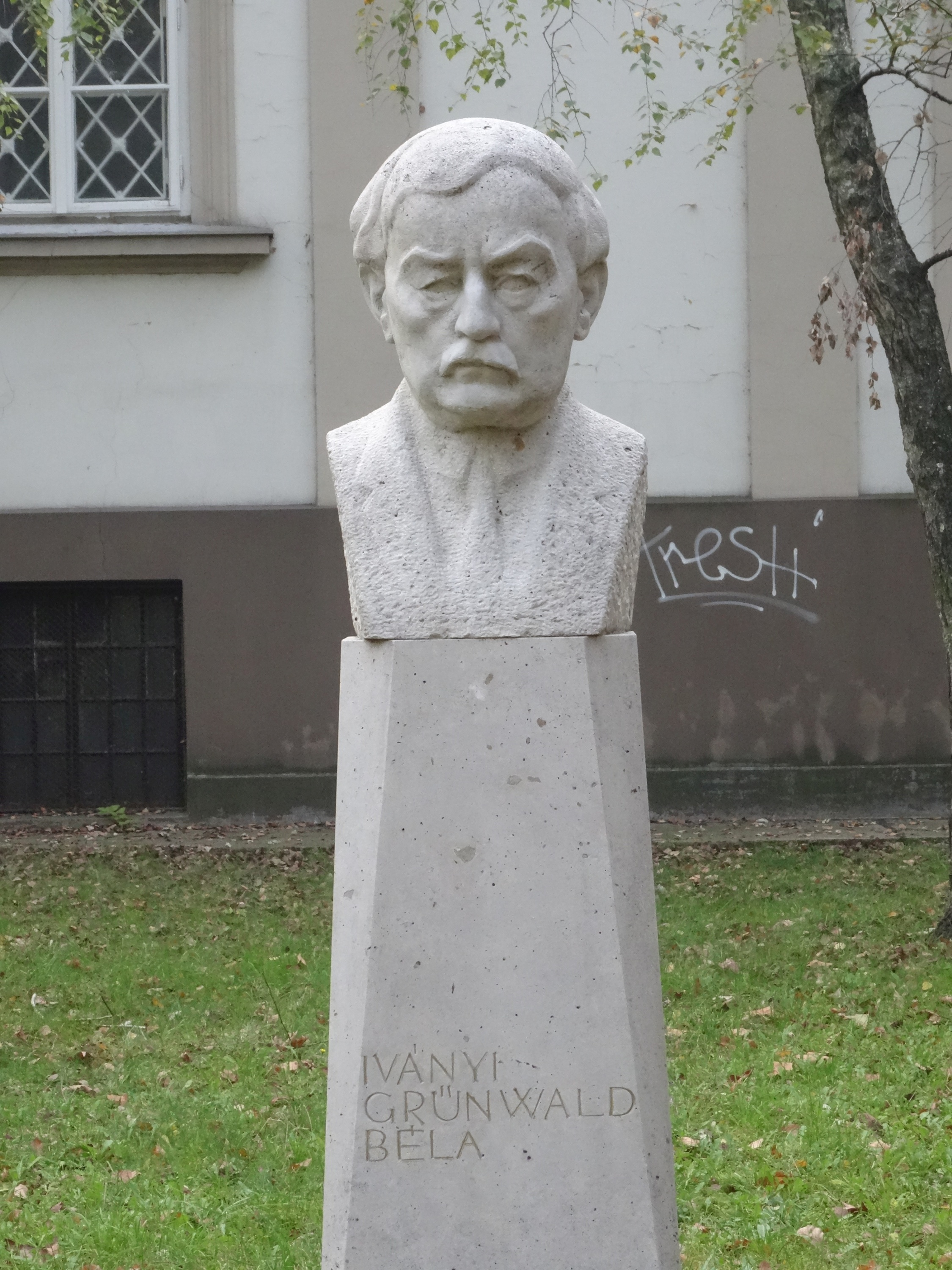
Iványi-Grünwald Béla (1867–1940) festőművész, a kecskeméti művésztelep megalapítójának mellszobra Kecskeméten (1966)

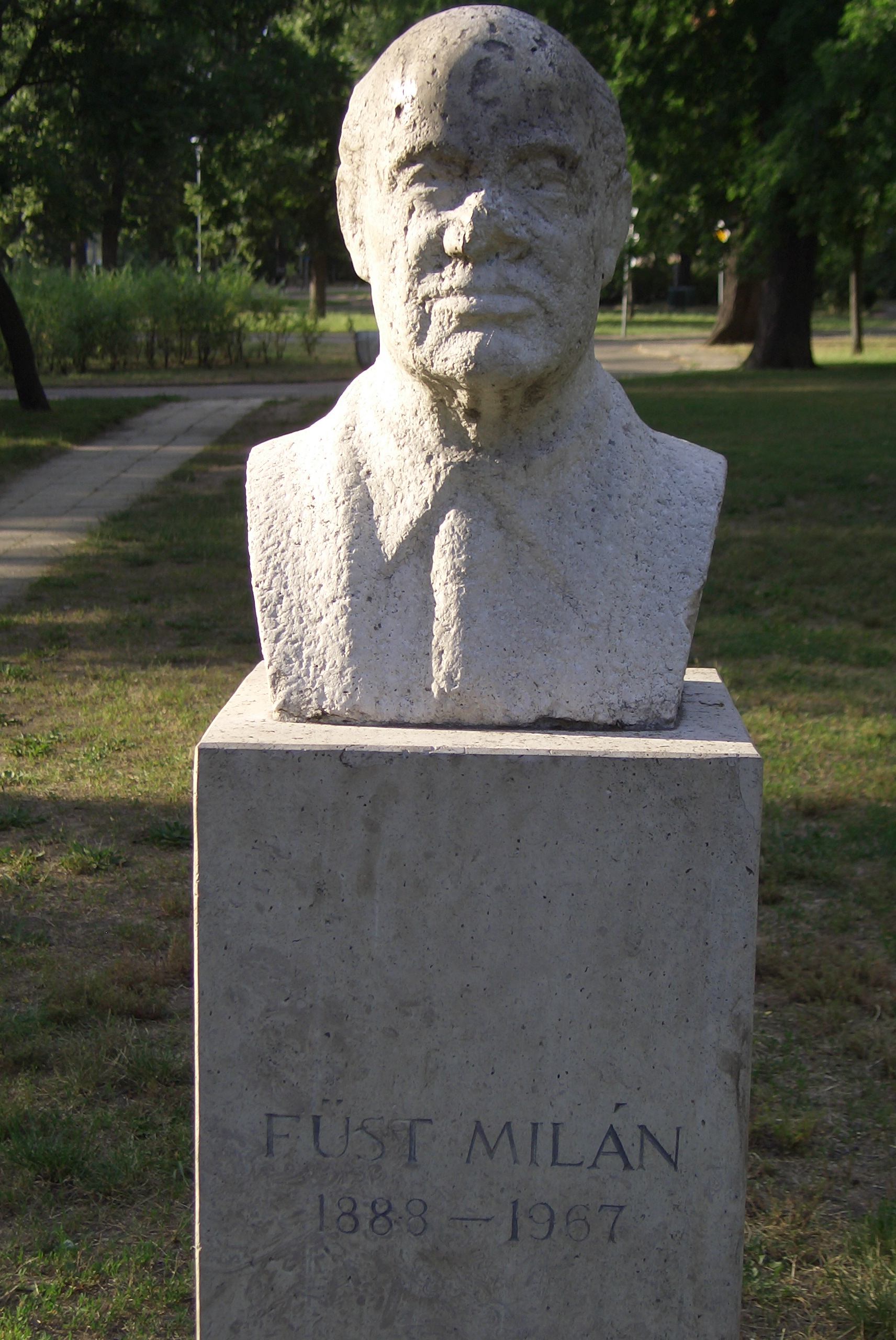
Füst Milán mellszobra a Városligetben (1967)

Papachristos Andreas (görögül: Ανδρέας Παπαχρίστος) (Lítia, Görögország, 1937. november 9. – 2019. február 5.) görögországi születésű makedon nemzetiségű, Magyarországon tanult szobrászművész.

## Élete
Görögországi születésű, makedon nemzetiségű szobrászművész. 
Eredeti neve Papahrisztov Andriko. Született az észak Görögországban található, eredeti nevén Kumanicsevo, görög nevén Lithya faluban. 
1948-ban érkezett húgával, Papahrisztova Olgával Magyarországra, azzal a vonattal, amely 3000 görög gyermeket menekített hazánkba. Édesapját, Vangeliszt kivégezték, édesanyja Görögországban maradt.1953–57 között a budapesti Kisképzőben Matzon Frigyes, Somogyi József (szobrász), Miskolczi László (festő) voltak a tanárai. 1962-ben végzett a Magyar Képzőművészeti Főiskolán, mestere Mikus Sándor volt. 1965-től állít ki. 1969-től szentendrei új művésztelepen dolgozik, 1982 óta felváltva él Görögországban és Magyarországon. Főként kőszobrokat, a klasszikus görög szobrászat által ihletett stilizált figurákat, figuraegyütteseket, portrékat készít. Műveit kis vázlatok alapján közvetlenül kőbe faragja.

## Elismerései
- 1962, 1967, 1968: Stúdió-díj
- 1978: Munkácsy Mihály-díj

## Kiállításai

### Egyéni kiállítások
- 1972 • Stúdió Galéria, Budapest
- 1975 • Szoborkert, Tata • Művelődési Ház, Kiskunhalas
- 1977 • Művelődési Ház, Tata
- 1981 • Művésztelepi Galéria, Szentendre • Vas utcai Szabadtéri Galéria, Budapest
- 1983 • Művelődési Ház, Kiskunhalas • Művelődési Ház, Szentendre
- 1987 • Művelődési Ház, Szentendre
- 1988 • Szentendrei Galéria, Szentendre
- 1989 • Nemzeti Galéria, Athén
- 1991 • Vigadó Galéria, Budapest • Titánium Galéria, Athén
- 1992 • Dimitnia 17, Theszaloníki

### Válogatott csoportos kiállítások
- 1958-1968, 1971-1973 • Stúdió-kiállítások
- 1968 • 11. Magyar Képzőművészeti kiállítás, Műcsarnok, Budapest
- 1969 • VI. Ifjúsági Biennálé, Párizs
- 1970 • Collegium Hungaricum, Bécs